# ويليام ماكنتاير داي
ويليام ماكنتاير داي (بالإنجليزية: William McEntyre Dye)‏ ـ (26 يناير 1831 ـ 13 نوفمبر 1899) هو عسكري أمريكي خدم في جيوش عدة دول، فكان جنرالًا برتبة مؤقتة في الجيش الاتحادي أثناء الحرب الأهلية الأمريكية، وكولونيلًا في الجيش المصري في عهد الخديو إسماعيل، ومستشارًا عسكريًا لملك كوريا.

## حملة الحبشة
بعد تسريح داي من الجيش الأمريكية سنة 1870، سافر إلى مصر سنة 1873 ليكون واحدًا من قدامى محاربي الحرب الأهلية الأمريكية الذين انضووا تحت لواء الخديو إسماعيل بتزكية من مستشاره العسكري الأمريكي ثاديوس موت. مُنح داي رتبة كولونيل، وعندما بدأ التجهيز لحملة الحبشة، طرح الفريق الأمريكي ستون باشا اسم داي لتولي موقع رئيس أركان القوات المصرية المشاركة في الحملة، غير أن داي رفض لعدم ثقته في القائد المصري، فكُلّف الجنرال ويليام وينغ لورينغ بهذا الموقع، وصار داي مساعدًا له.
خاض داي معركة جورا، وفيها أصيب في قدمه، وبعد الحرب قُدّم للمحاكمة العسكرية لتعديه بالضرب على ضابط مصري، لكن القضية لم تُحسم، وعاد داي إلى الولايات المتحدة سنة 1878.
في سنة 1880، نشر داي كتابًا عن تجربته في الجيش المصري، كان عنوانه «مصر المسلمة والحبشة المسيحية، أو: الخدمة العسكرية لدى الخديو، في أراضيه وخارج الحدود، كما عاشها ضباط الأركان الأمريكيون».